# New Statesman
New Statesman är en brittisk tidskrift som behandlar politiska och kulturella ämnen. Tidningen är en hybrid av tryckta och digitala format och betecknar sig som liberal och progressiv inom ett brittiskt politiskt spektrum.

## Bakgrund
Tidskriften bildades 1913 av Sydney och Beatrice Webb, som bägge var medlemmar av fabianerna (en gruppering nära knuten till Labour) varifrån tidskriften fick stöd. Efter att tidskriften 1930 slagits samman med den liberala tidning Nation fick den namnet New Statesman and Nation, som behölls fram till 1964. Under 1930-talet gick tidningen kraftigt åt vänster, samtidigt som den växte från en upplaga på 13 000 vid sammanslagningen till 70 000 exemplar vid krigsslutet.
Efter kriget argumenterade den för att Storbritannien skulle fungera som en tredje kraft och inte vara allierat med USA. Den hade även stor betydelse för kampen för avskaffandet av kärnvapen. Sin största upplaga hade tidskriften i slutet av 1960-talet med 90 000 exemplar.
Från 1970-talet och fram till mitten av 90-talet sjönk upplagan kraftigt, 1996 var den nere i 23 000 exemplar, för att sedan stabilisera sig på den nivån. Flera av chefredaktörerna under perioden satte sin prägel på tidskriften. Under Bruce Page kom den till exempel att inrikta sig på undersökande journalistik.
Tidskriften New Society köptes upp 1988, vilket medförde ett namnbyte till New Statesman and Society, 1996 bytte man tillbaka till det gamla namnet.
Efter att tidskriften 1993 blivit stämd av premiärminister John Major hamnade den i ekonomiska problem och räddades genom att affärsmannen Philip Jeffrey köpte tidskriften. Efter dispyter i styrelsen angående Jeffreys planer köptes tidskriften av Geoffrey Robinson, affärsman och parlamentsledamot för Labour.
Politisk har tidskriften under de senaste årtionden haft en skiftande placering på den politiska skalan. Efter att Ian Hargreaves blev redaktör gjorde han sig av med de flesta av vänsteranhängarna och gjorde tidningen till en stark anhängare av Tony Blair. Under Peter Wilby har tidskriften åter gått åt vänster.

## Chefredaktörer
- Clifford Sharp (1913–1928)
- Charles Mostyn Lloyg (1928–1930)
- Kingsley Martin (1930–1960)
- John Freeman (1960–1965
- Paul Johnson (1965–1970)
- Richard Crossman (1970–1972)
- Anthony Howard (1972–1978)
- Bruce Page (1978–1982)
- Hugh Stephenson (1982–1986)
- John Lloyd (1986–1987)
- Stuart Weir (1987–1990)
- Steve Platt (1990–1996)
- Ian Hargreaves (1996–1998)
- Peter Wilby (1998–2005)
- John Kampfner (2005–2008)
- Sue Matthias (ställföreträdande chefredaktör 2008)
- Jason Cowley (2008–)